# Drowned World Tour
Drowned World Tour – piąta trasa koncertowa amerykańskiej piosenkarki Madonny. Odbyła się od 9 czerwca do 15 września 2001 roku w ramach promocji albumów Ray of Light i Music. Była pierwszą trasą Madonny od ośmiu lat.

## Lista utworów
1. „Drowned World/Substitute for Love” (z elementami „Music”, „Human Nature”, „Ray of Light” i „Impressive Instant”)
2. „Impressive Instant”
3. „Candy Perfume Girl”
4. „Beautiful Stranger” (z elementami of „Soul Bossa Nova (Dim’s Space-A-Nova)” Quincy’ego Jonesa)
5. „Ray of Light” (z elementami "Drowned World/Substitute For Love”)
6. „Paradise (Not for Me)” (interludium wideo)
7. „Frozen”
8. „Nobody’s Perfect” (z elementami „Open Your Heart”)
9. Medley:
  1. „Mer Girl” (część 1)
  2. „Sky Fits Heaven”
  3. „Mer Girl” (część 2)
10. „What It Feels Like for a Girl” (interludium wideo)
11. „I Deserve It”
12. „Don’t Tell Me”
13. „Human Nature”
14. „The Funny Song”
15. „Secret”
16. „Gone”
17. „Don’t Cry for Me Argentina” (instrumentalne interludium)
18. „Lo Que Siente La Mujer”
19. „La Isla Bonita”
20. „Holiday” (z elementami „Fate” Chaki Khan i „Music Sounds Better with You” Stardust)
21. „Music” (z elementami „Trans-Europe Express” Kraftwerk)

## Lista koncertów
| Europa           |                 |                   |                                  |
| 9 czerwca 2001   | Barcelona       | Hiszpania         | Palau Sant Jordi                 |
| 10 czerwca 2001  | Barcelona       | Hiszpania         | Palau Sant Jordi                 |
| 13 czerwca 2001  | Mediolan        | Włochy            | Fila Forum                       |
| 14 czerwca 2001  | Mediolan        | Włochy            | Fila Forum                       |
| 15 czerwca 2001  | Mediolan        | Włochy            | Fila Forum                       |
| 19 czerwca 2001  | Berlin          | Niemcy            | Max Schmeling Halle              |
| 20 czerwca 2001  | Berlin          | Niemcy            | Max Schmeling Halle              |
| 22 czerwca 2001  | Berlin          | Niemcy            | Max Schmeling Halle              |
| 23 czerwca 2001  | Berlin          | Niemcy            | Max Schmeling Halle              |
| 26 czerwca 2001  | Paryż           | Francja           | Palais Omnisports de Paris-Bercy |
| 27 czerwca 2001  | Paryż           | Francja           | Palais Omnisports de Paris-Bercy |
| 29 czerwca 2001  | Paryż           | Francja           | Palais Omnisports de Paris-Bercy |
| 30 czerwca 2001  | Paryż           | Francja           | Palais Omnisports de Paris-Bercy |
| 4 lipca 2001     | Londyn          | Wielka Brytania   | Earls Court Exhibition Centre    |
| 6 lipca 2001     | Londyn          | Wielka Brytania   | Earls Court Exhibition Centre    |
| 7 lipca 2001     | Londyn          | Wielka Brytania   | Earls Court Exhibition Centre    |
| 9 lipca 2001     | Londyn          | Wielka Brytania   | Earls Court Exhibition Centre    |
| 10 lipca 2001    | Londyn          | Wielka Brytania   | Earls Court Exhibition Centre    |
| 12 lipca 2001    | Londyn          | Wielka Brytania   | Earls Court Exhibition Centre    |
| Ameryka Północna |                 |                   |                                  |
| 21 lipca 2001    | Filadelfia      | Stany Zjednoczone | First Union Center               |
| 22 lipca 2001    | Filadelfia      | Stany Zjednoczone | First Union Center               |
| 25 lipca 2001    | Nowy Jork       | Stany Zjednoczone | Madison Square Garden            |
| 26 lipca 2001    | Nowy Jork       | Stany Zjednoczone | Madison Square Garden            |
| 28 lipca 2001    | Nowy Jork       | Stany Zjednoczone | Madison Square Garden            |
| 30 lipca 2001    | Nowy Jork       | Stany Zjednoczone | Madison Square Garden            |
| 31 lipca 2001    | Nowy Jork       | Stany Zjednoczone | Madison Square Garden            |
| 2 sierpnia 2001  | East Rutherford | Stany Zjednoczone | Continental Airlines Arena       |
| 7 sierpnia 2001  | Boston          | Stany Zjednoczone | Fleet Center                     |
| 8 sierpnia 2001  | Boston          | Stany Zjednoczone | Fleet Center                     |
| 10 sierpnia 2001 | Waszyngton      | Stany Zjednoczone | MCI Center                       |
| 11 sierpnia 2001 | Waszyngton      | Stany Zjednoczone | MCI Center                       |
| 14 sierpnia 2001 | Fort Lauderdale | Stany Zjednoczone | National Car Rental Center       |
| 15 sierpnia 2001 | Fort Lauderdale | Stany Zjednoczone | National Car Rental Center       |
| 19 sierpnia 2001 | Atlanta         | Stany Zjednoczone | Philips Arena                    |
| 20 sierpnia 2001 | Atlanta         | Stany Zjednoczone | Philips Arena                    |
| 25 sierpnia 2001 | Detroit         | Stany Zjednoczone | The Palace of Auburn Hills       |
| 26 sierpnia 2001 | Detroit         | Stany Zjednoczone | The Palace of Auburn Hills       |
| 28 sierpnia 2001 | Chicago         | Stany Zjednoczone | United Center                    |
| 29 sierpnia 2001 | Chicago         | Stany Zjednoczone | United Center                    |
| 1 września 2001  | Las Vegas       | Stany Zjednoczone | MGM Grand Garden Arena           |
| 2 września 2001  | Las Vegas       | Stany Zjednoczone | MGM Grand Garden Arena           |
| 5 września 2001  | Oakland         | Stany Zjednoczone | Oakland Arena                    |
| 6 września 2001  | Oakland         | Stany Zjednoczone | Oakland Arena                    |
| 9 września 2001  | Los Angeles     | Stany Zjednoczone | Staples Center                   |
| 13 września 2001 | Los Angeles     | Stany Zjednoczone | Staples Center                   |
| 14 września 2001 | Los Angeles     | Stany Zjednoczone | Staples Center                   |
| 15 września 2001 | Los Angeles     | Stany Zjednoczone | Staples Center                   |

## Sprzedaż biletów
| Obiekt                           | Miasto          | Sprzedaż biletów         | Dochód       |
| -------------------------------- | --------------- | ------------------------ | ------------ |
| Palau Sant Jordi                 | Barcelona       | 36 136 / 36 136 (100%)   | 2 039 112 $  |
| Fila Forum                       | Mediolan        | 36 100 / 36 100 (100%)   | 3 926 815 $  |
| Max Schmeling Halle              | Berlin          | 43 455 / 43 455 (100%)   | 2 864 786 $  |
| Palais Omnisports de Paris-Bercy | Paryż           | 68 000 / 68 000 (100%)   | 4 443 155 $  |
| Earls Court Exhibition Centre    | Londyn          | 107 415 / 107 415 (100%) | 8 734 149 $  |
| First Union Center               | Filadelfia      | 31 128 / 31 128 (100%)   | 3 382 485 $  |
| Madison Square Garden            | Nowy Jork       | 79 401 / 79 401 (100%)   | 9 297 105 $  |
| Continental Airlines Arena       | East Rutherford | 16 457 / 16 457 (100%)   | 1 842 155 $  |
| Fleet Center                     | Boston          | 29 886 / 29 886 (100%)   | 3 503 520 $  |
| MCI Center                       | Waszyngton      | 32 061 / 32 061 (100%)   | 3 472 148 $  |
| National Car Rental Center       | Fort Lauderdale | 31 572 / 31 572 (100%)   | 3 603 573 $  |
| Philips Arena                    | Atlanta         | 29 617 / 29 617 (100%)   | 3 553 444 $  |
| The Palace of Auburn Hills       | Detroit         | 34 407 / 34 407 (100%)   | 4 127 533 $  |
| United Center                    | Chicago         | 33 725 / 33 725 (100%)   | 3 743 830 $  |
| MGM Grand Garden Arena           | Las Vegas       | 29 587 / 29 587 (100%)   | 6 503 950 $  |
| Oakland Arena                    | Oakland         | 31 195 / 31 195 (100%)   | 3 351 320 $  |
| Staples Center                   | Los Angeles     | 61 464 / 61 464 (100%)   | 8 303 165 $  |
|                                  | RAZEM           | 731 606 / 731 606 (100%) | 76 792 245 $ |

## Koncerty odwołane
| Data            | Miasto          | Kraj              | Obiekt                     |
| --------------- | --------------- | ----------------- | -------------------------- |
| 5 czerwca 2001  | Kolonia         | Niemcy            | Köln Arena                 |
| 6 czerwca 2001  | Kolonia         | Niemcy            | Köln Arena                 |
| 3 sierpnia 2001 | East Rutherford | Stany Zjednoczone | Continental Airlines Arena |

## Koncerty przełożone
|    | Data            | Miasto | Kraj              | Obiekt       |
| -- | --------------- | ------ | ----------------- | ------------ |
| z  | 6 sierpnia 2001 | Boston | Stany Zjednoczone | Fleet Center |
| na | 7 sierpnia 2001 | Boston | Stany Zjednoczone | Fleet Center |

|    | Data             | Miasto      | Kraj              | Obiekt         |
| -- | ---------------- | ----------- | ----------------- | -------------- |
| z  | 11 września 2001 | Los Angeles | Stany Zjednoczone | Staples Center |
| na | 15 września 2001 | Los Angeles | Stany Zjednoczone | Staples Center |